# Luis de Garrido
Pour les articles homonymes, voir Garrido (homonymie).
Luis de Garrido, né le 13 novembre 1967, est un architecte catalan.

## Biographie
Il est l'une des figures de l'architecture durable.